# Матрух ібн Сулейман аль-Арабі
Матрух ібн Сулейман ібн Якдан аль-Арабі (араб. مطروح بن سليمان بن يقظان الكلبي القضاعي الأعرابي; д/н — 792) — державний діяч Кордовського емірату, валі (намісник) Барселони у 783—792 роках, валі Сарагоси у 790—792 роках.

## Життєпис
Походив з роду Кальбідів. Син Сулеймана аль-Арабі, валі Барселони. Разом з батьком і братом Айшуном 778 року перейшов на бік франкського короля Карла I. Втім план походу було зруйновано, коли валі Сарагоси Гусейн ібн Ансарі відмовився підкоритися франкам, як до того було домовлено.
Після відступу франкського війська Матрух супроводжував частину, що рухалася через Ронсельвальську ущелину. Тут із своїм загоном перейшов на бік басків, сприявши поразці франків.
780 року після загибелі батька разом з айшуном втік до Кордови. 781 року разом з братом супроводжував військо Талаба ібн Убайдо, яке змусило скоритися Гусейна ібн Ансарі. Брат Айшун отримав посаду валі Барселони. 783 року після смерті останнього Матрух став новим валі Барселони.
У 785 році зазнав поразки від Вільгельма Отенського, втративши Желону. У 788 році піл час боротьби за трон підтримував претендента Сулеймана. Після поразки останнього і захоплення 788 року Сарагоси Мусою ібн Фортуном на деякий час підкорився еміру Гішамові I. Але 790 року захопив Сарагосу, знову піднявши повстання проти останнього. Але 792 року Матруха було вбито слугою Амром ібн Юсуфом. Валі Сарагоси став Убайдаллах ібн Усман, а валі Барселони — Садун ар-Руайні.